# Juan Espil
Juan Alberto Espil Vanotti (Bahía Blanca, 5 gennaio 1968) è un ex cestista argentino con cittadinanza italiana, che giocava nel ruolo di guardia.

## Carriera
Con l'Argentina ha disputato i Giochi olimpici di Atlanta 1996, due edizioni dei Campionati mondiali (1994, 1998) e cinque dei Campionati americani (1992, 1993, 1995, 1997, 1999).
Si è ritirato nell'aprile 2012 all'età di 44 anni.

## Palmarès
- Copa del Rey: 1

Saski Baskonia: 1999
- Supercoppa italiana: 1

Virtus Roma: 2000